# جوزيف يو
جوزيف يو مواليد 7 سبتمبر 1983 في مانيلا، هو لاعب كرة سلة فلبيني. بدأ مسيرته الاحترافية في سنة 2006. يلعب مع فريق ميرالكو بولتز في الرابطة الفلبينية لكرة السلة. يحمل الرقم 8.

## المسيرة الاحترافية
لعب مع باوريد تايغرز في موسم 2006–2007، ثم لعب مع سان ميغيل بيرمن من سنة 2010 إلى 2013، ثم لعب مع بارانجي جينبرا سان ميغيل في موسم 2014–2015، ثم لعب مع باراكو بول إنرجي في سنة 2015، ثم لعب مع ميرالكو بولتز في سنة 2016.